# Illatos ruta
Az illatos ruta (Agathosma betulina) kis termetű dél-afrikai cserje.

## Jellemzői
1–2 cm hosszú, tojásdad alakú levelei szinte világoszöldek, a szár közelében elkeskenyedők vagy rombuszra emlékeztetők. Rövid levélnyélen ülnek, szélük finoman fogazott. A levél felületén illóolaj-tartalmú pontszerű mirigyszőrök láthatók. A mintegy 12 mm átmérőjű virágok pártája fehér vagy rózsaszín. Tojásdad alakú toktermése 5 fényes, fekete magot rejt.

## Felhasználása
Az illatos ruta levele az enyhe húgyúti gyulladások, mint például a hólyaghurut, a húgycső- és a prosztatagyulladás, valamint a húgyhólyag érzékenysége esetén hatásos. Idült hörghurut esetén hörgőfertőtlenítőként ajánlott. Az illatos ruta levelét gyakran más növényekkel együtt alkalmazzák, például a medveszőlővel. Külsőleg nem használatos.

### Gyógyhatása
Az illatos ruta levele elismert vízhajtó- és fertőtlenítőszer. Előbbi tulajdonsága a flavonoidoknak, utóbbi a dioszfenolnak köszönhető.
A szokásos előírt adagoknál semmilyen káros mellékhatása nem ismert. Illóolajának bizonyos vegyületei, elsősorban a pulegon (nagyobb adagban mérgező) azonban izgathatják a nyálkahártyát, ezért aromaterápiás használata nem ajánlott. Végül vízhajtó hatása miatt levele eltávolíthatja a szervezetből a káliumot, ezért az illatos ruta alapú készítmények alkalmazása esetén sok, káliumban gazdag friss zöldséget és gyümölcsöt (brokkolit, articsókát, spárgát, sárgabarackot, ribiszkét) kell fogyasztani.